# Limnius surcoufi
Limnius surcoufi là một loài bọ cánh cứng trong họ Elmidae. Loài này được Pic miêu tả khoa học năm 1905.